# Sphagnum jensenii
Sphagnum jensenii là một loài rêu trong họ Sphagnaceae. Loài này được H. Lindb. mô tả khoa học đầu tiên năm 1899.